# Церковь Святой Гертруды (Франкфурт-на-Одере)
Церковь Святой Гертруды (нем. Sankt-Gertraud-Kirche) — протестантская церковь в городе Франкфурте-на-Одере. Была построена в 1873—1878 годах. Святой покровительницей церкви является Гертруда Великая, католическая монахиня ордена цистирцианцев, немецкий мистик. В церкви проводятся разного рода культурные события, включая международные органные концерты.

## История
В 1368 году члены зажиточной гильдии портных и торговцев приняли решении построить часовню за пределами городских стен. В 1432 году во время восстания гуситов часовня была разрушена, но впоследствии восстановлена. Во времена Реформации часовня была возведена в ранг протестантской церкви в 1539 году. Здание церкви было повреждено в апреле 1631 года. Восстановление было невозможным на протяжении длительного периода ввиду наступления шведских войск. К работам приступили лишь в 1660 году и закончили в 1662 году, представив на обозрение совершенно новое здание в стиле барокко. Поскольку гильдия портных и торговцев прекратила своё существование и церковь лишилась финансовой поддержки, было принято решение о передаче сооружения под юрисдикцию города Франкфурта. В 1822 году церковь пришла в запустение, конструкции обветшали и богослужения были перенесены в церковь Святой Марии. Чтобы не допустить полного разрушения здания в 1856 году в церкви Святой Гертруды началось восстановление интерьера. Перестройка здания в стиле неоготики началась в 1873 году и полностью завершилась в 1878 году. Во время Второй мировой войны здание было повреждено в результате артиллерийского обстрела, и восстановительные работы начались в 1949 году, затем церковь вновь передана прихожанам. Во время праздничного богослужения 1 января 2015 год состоялась передача управления делами прихода. Предыдущего пастора Сузанну Зееихаус (нем. Susanne Seehaus) сменила Беатрикс Форк (нем. Beatrix Forck), которая возглавляет церковь в настоящее время.